# Алтман II фон Абенсберг
Алтман II фон Абенсберг (на немски: Altmann II von Abensberg; † сл. 1241) е благородник от баварската графска фамилия Абенсберги, господар на Абенсберг и на Щайн и от 1232 г. фогт на манастир Бибург.

## Произход и управление
Той е син на Вернер фон Абенсберг († сл. 1219) и внук на граф Алтман I фон Абенсберг († 1186/1189) и графиня Риценца фон Ронинг († 3 май). Правнук е на Гебхард I фон Хутенберг († сл. 1147) и София фон Менгкофен († 1169). Роднина е на Конрад I фон Абенберг, архиепископ на Залцбург (1106 – 1147).
Алтман II фон Абенсберг, както и баща му Вернер фон Абенсберг, и синовете му нямат право да носят титлата граф.
Алтман II се жени за фон Щайн († сл. 1225), дъщеря на Хайнрих II/III фон Щайн, фогт на манастир Бибург († сл. 1230) и Хедвиг. Когато нейният брат Улрих фон Щайн умира през 1232 г. Алтман II получава неговите собствености и построява замък Алтманщайн. Селището Алтманщайн получава неговото име. Внукът му Улрих II фон Абенсберг продава замъка през 1291 г. на херцог Лудвиг II Строги Баварски. През 1374 г. замъкът отново принадлежи на Абенсбергите.

## Деца
Алтман II фон Абенсберг и съпругата му фон Щайн имат децата:
- Ото фон Абенсберг и фон Щайн († пр. 27 февруари 1285), фогт на Шамхауптен, женен за фон Моозбург
- Улрих I фон Абенсберг († 1299/сл. 1300), господар на Aбенсберг и на Щайн, и фогт на манастир Рор, женен за Агнес фон Леонберг († сл. 1291)
- Алтман IV фон Щайн († 2 август 12??), домхер в Регенсбург